# Dipartimento di Concordia
Concordia è un dipartimento argentino, situato nella parte orientale della provincia di Entre Ríos, con capoluogo Concordia. Esso è stato istituito il 13 aprile 1849.

## Geografia fisica
Esso confina con la repubblica dell'Uruguay e con i dipartimenti di Federación, Federal, San Salvador e Colón.

## Società

### Evoluzione demografica
Secondo il censimento del 2001, su un territorio di 3.259 km², la popolazione ammontava a 157.291 abitanti, con un aumento demografico del 15,67% rispetto al censimento del 1991.

## Amministrazione
Nel 2001 il dipartimento comprendeva:
- 6 comuni (municipios in spagnolo):
  - Concordia
  - Colonia Ayuí
  - Estancia Grande
  - La Criolla
  - Los Charrúas
  - Puerto Yeruá
- 8 centri rurali (centros rurales de población in spagnolo):
  - Colonia General Roca
  - Estación Yerúa
  - Estanción Yuquerí
  - Nueva Escocia
  - Pedernal
  - Clodomiro Ledesma
  - El Redomón
  - San Justo